# Werner-von-Siemens-Gymnasium (Bad Harzburg)
Das staatliche Werner-von-Siemens-Gymnasium im Landkreis Goslar ist eines von drei Gymnasien in Bad Harzburg. Sein Einzugsgebiet ist neben Bad Harzburg, insbesondere dem Ort Vienenburg, auch Goslar. Namensgeber ist der Erfinder Werner von Siemens.

## Lage
Das Werner-von-Siemens-Gymnasium liegt direkt im Herzen des Kurortes Bad Harzburg, der sich am nördlichen Rand des Harzes befindet. Vom Schulgelände aus sind es nur wenige Minuten Fußweg zur Innenstadt mit einigen Einkaufsmöglichkeiten. Das Gymnasium wird von drei verschiedenen Straßen eingegrenzt, die jeweils einen separaten Eingang bieten. Angrenzend an das Gelände befindet sich das städtische Rathaus, dessen Umgebung auch zahlreiche (bei kurzer Parkzeit nicht gebührenpflichtige) Parkmöglichkeiten bereithält, die sowohl von Anfahrern des Gymnasiums als auch des Rathauses benutzt werden. Am Geländerand vorbei fließt die Radau.

## Geschichte
Nach der Gründung der Harzburger Privat-Schulgesellschaft im Jahre 1869 durch Familienväter der Gemeinden Neustadt (der damalige Name für Bad Harzburg) und Bündheim genehmigte das Herzogliche Consistorium in Wolfenbüttel, dass die Kinder ab Ostern durch den Kandidaten der Theologie, Gustav Vogel, unterrichtet werden durften. Noch in 1869 übernahm der Kandidat Rothe den Privatunterricht, 1870 folgte Julius Klingemann, der, nach Genehmigung der Privatschule am 5. Oktober 1872, der erste Direktor wurde.
Die Privatschule entwickelte sich unter dem Schuldirigenten Friedrich Koldewey zum Progymnasium. Als diese Entwicklung elf Jahre später abgeschlossen war, folgte der Übergang in die Trägerschaft der Stadt Bad Harzburg. 1918 fand die erste Abnahme der Reifeprüfung statt, jedoch nicht mehr im Progymnasium, sondern in dem ausgebauten Reformrealgymnasium.
Nach dem Zweiten Weltkrieg wurde der Unterricht am 13. Dezember 1945 wieder aufgenommen. Seit dem Jahr 1969 heißt die Schule Werner-von-Siemens-Gymnasium.
Während der Expo im Jahr 2000 fand am Werner-von-Siemens-Gymnasium die Installation einer Klangskulptur mit Klangachse und Flaschophonie statt. Hierzu fand außerdem eine Aufführung statt, die durch das Guinness-Buch der Rekorde dokumentiert wurde.

### Schulleiter
- 1870–1884: Julius Klingemann
- 1884–1894: Hugo Barth
- 1894–1929: Friedrich Koldewey
- 1929–1945: Heinrich Müller
- 1945–1946: Hermann Weller
- 1946–1953: Otto Kramer
- 1953–1970: Günter Becker
- 1970–1990: Heinrich Söding
- 1990–2007: Ludwig Himstedt
- 2007–2014: Helga Treinies
- seit 2014: Inga Rau (Februar bis Juli 2014 kommissarisch)

## Gelände

### Außenanlagen
Für Schüler bieten sich drei unterschiedliche Aufenthaltsmöglichkeiten im Außenbereich: Zum einen der Schulhof, auf dem man Sportanlagen wie z. B. einen Basketballkorb, das Beachvolleyball- und Fußballfeld vorfindet, zum anderen der Kastanienhof mit Tischtennisplatten, zudem gibt es den Brunnenhof, der nur von Oberstufenschülern benutzt werden darf. Verteilt über das gesamte Schulgelände sind unterschiedlichste Kunstinstallationen, die von verschiedenen Schülergenerationen entworfen wurden.

### Gebäude

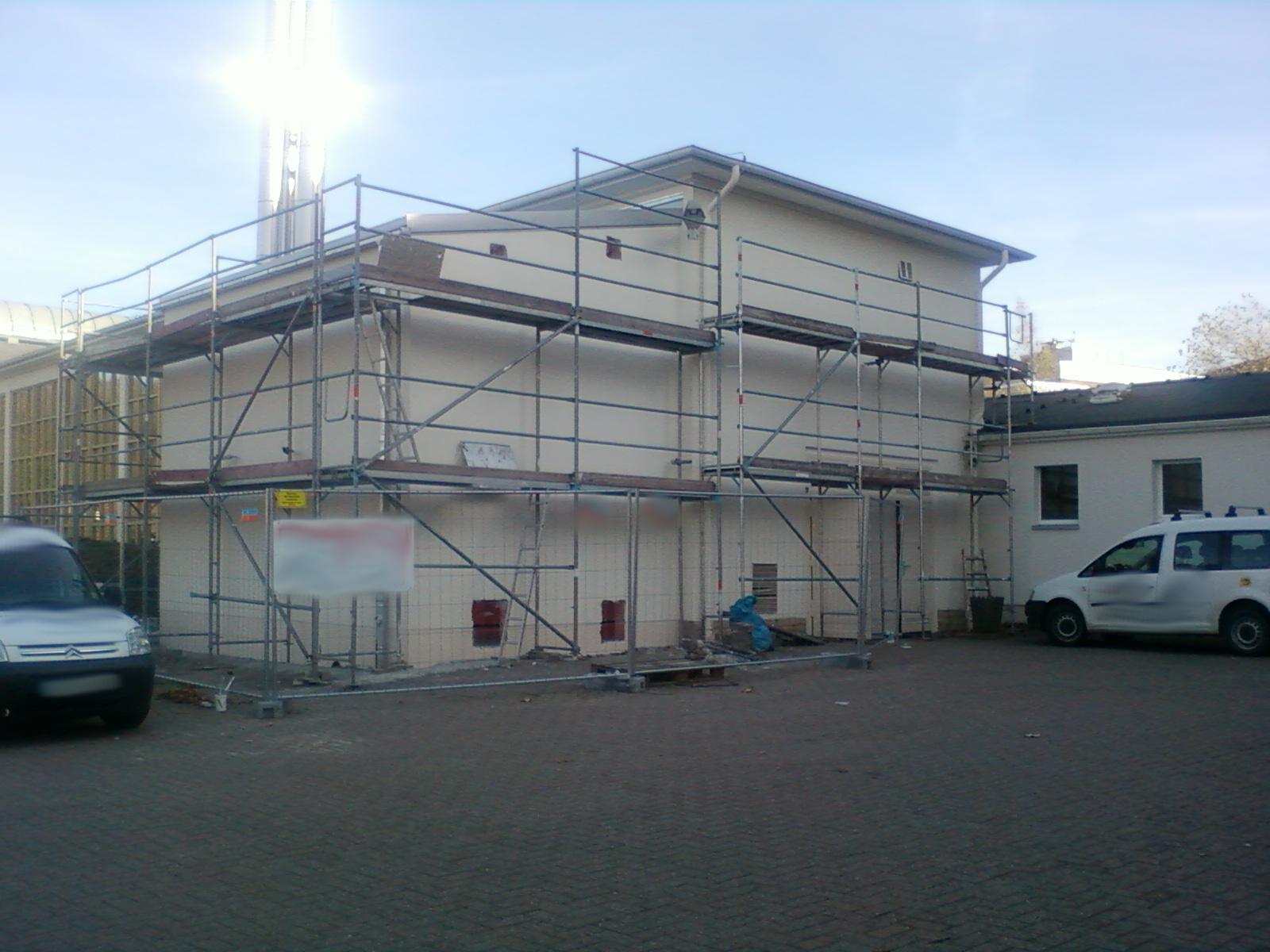
Der Neubau am Gymnasium, der Mitte November 2013 fertiggestellt wurde (linke Hälfte). Dieser dient für ein neues Holzpelletheizsystem.

Das Gymnasium besteht aus drei Gebäuden: dem Hauptbau, einem Trakt mit Räumen für den Fachunterricht („Fachtrakt“) und dem Altbau, in dem die Schule ihren Anfang nahm sowie weiteren verwaltungstechnischen Gebäuden. Das heutige Hauptgebäude wurde 1928 eingeweiht und 1956 ausgebaut.
Im gleichen Jahr wurde die Turnhalle errichtet.
Die Einweihung erfolgte am 18. November 1957 im Beisein von Regierungspräsident Friedrich August Knost.
1969 wurde der Schule ihr heutiger Name gegeben und der Fachtrakt eröffnet.
Er erhielt zehn Jahre später eine zusätzliche Etage.
Die Aula wurde in den Jahren 1981 und 1982 errichtet,
die Turnhalle 1988 und 1989 erbaut, am 10. November 1989 eingeweiht und bereits ab dem folgenden Tag als Nachtquartier für die nach dem Mauerfall aus dem Ostharz eintreffenden DDR-Bürger genutzt.
Im Hauptgebäude wurde 1994 eine Cafeteria eingerichtet, die 2009 durch einen Anbau ersetzt wurde. Die neue Cafeteria wurde am 3. Februar 2010 eröffnet. Sie bietet neben dem Mittagessen auch kleine Pausenmahlzeiten am Vormittag an. Zudem wurde 2010 die Schulklingel durch einen Schulgong ersetzt.

#### Neu- und Anbauten
Mitte November 2013 wurde ein Anbau fertiggestellt, der für das zu der Zeit neu installierte Holzpelletheizsystem der Schule dient, welches aus Kosten- und Umweltgründen installiert wurde.
Als Reaktion auf steigende Schülerzahlen und die Rückumstellung auf G9 beschloss der Landkreis Goslar im September 2018, einen Erweiterungsbau zu planen. Die Fertigstellung des Anbaus ist für Winter 2026 vorgesehen, wobei sich die Kosten auf 17,3 Millionen Euro belaufen.

## Besondere Unterrichtsangebote

### Offene Ganztagsschule
Mit Beginn des Schuljahres 2016/2017 ist das Werner-von-Siemens-Gymnasium offiziell offene Ganztagsschule und konnte so das Angebot im Nachmittag ausweiten. Unter dem Motto „Jeder kann – keiner muss“ haben Schülerinnen und Schüler die Möglichkeit, freiwillig und interessengeleitet an Nachmittagsangeboten teilzunehmen. Da der reguläre Unterricht für die Sekundarstufe I zur Mittagspause endet, können nachmittags die verschiedensten Angebote wahrgenommen werden.

### Unterrichtsstruktur
Zwei Fächer, die es so an anderen Schulen nicht gibt, sind die Fächer „Medien“ und „Selbstbestimmtes Lernen“ (SBL). Durch eine etwas andere Gestaltung des Stundenplans werden diese Fächer zusätzlich angeboten, ohne dass sich hierdurch die tägliche Unterrichtszeit verlängert. Die sonst häufig anzutreffende Länge einer Unterrichtsstunde von 45 Minuten ist verkürzt auf 40 Minuten, wobei jeweils zwei 40-Minuten-Einheiten zu einem Block von 80 Minuten zusammengefasst sind. Die hierdurch gewonnene Zeit wird eingesetzt für fachbezogenes und fächerübergreifendes Arbeiten in den Fächern „Medien“ und „SBL“.

### Medien
Das Fach „Medien“ wird am Werner-von-Siemens-Gymnasium von Klasse 5 bis Klasse 11 durchgängig für jeweils eine Doppelstunde pro Woche unterrichtet.
In diesem Fach wird der Umgang mit dem Computer, dem Smartphone und weiteren digitalen Medien in den Mittelpunkt gestellt. Themen im Fach sind zum Beispiel Software, Hardware, Internet, Sicherheitsaspekte etc. So wird eine umfassende Medienkompetenz aufgebaut, dabei erfolgt die Erarbeitung und Anwendung unterschiedlicher Themenbereiche auch mit Bezug zu den „traditionellen“ Fächern. Im regulären Fachunterricht (also zum Beispiel in Deutsch, Kunst oder Mathematik) können dann die Kenntnisse aus dem Medienunterricht mit eingebracht werden. Mit dem Beginn der Erprobungsphase des Fachs Informatik im Land Niedersachsen (Schuljahr 2022/23), wird in den Jahrgängen 9 und 10 das Fach Informatik unterrichtet.

### Selbstbestimmtes Lernen (SBL)
Das Fach „SBL“ wird am Werner-von-Siemens-Gymnasium von Klasse 5 bis Klasse 11 durchgängig für jeweils eine Doppelstunde pro Woche unterrichtet. Ab Klasse 12 stehen hierfür vier Einzelstunden pro Woche zur Verfügung.
Selbstbestimmtes Lernen (SBL) besteht aus vier Elementen. Diese fließen – abhängig von der Jahrgangsstufe – in unterschiedlichen Anteilen in das Fach ein.
So stehen insbesondere in den Jahrgängen 5 und 6 Lernmethoden und Arbeitstechniken im Mittelpunkt. Diese Methoden werden in den Schuljahren danach vertieft. Die Anwendung der Methoden erfolgt nicht nur in SBL, sondern auch im Fachunterricht. Die Methoden können anhand von Aufgaben aus dem Fachunterricht geübt werden. Diese Aufgaben können auch auf die individuellen Lernbedürfnisse einzelner Schüler abgestimmt sein. Für die Erledigung dieser Aufgaben steht dann Zeit innerhalb von SBL zur Verfügung.
Im Fach SBL werden zudem mithilfe des Programms „Lions-Quest – Erwachsen werden“ soziale Kompetenzen geschult.
In der Projektarbeit befasst man sich über einen längeren Zeitraum hinweg mit einer umfassenden Aufgabe. Dies kann auch die Teilnahme an externen Wettbewerben sein. Oftmals ermöglichen es Projekte, Wissensgebiete unterschiedlicher Fächer miteinander zu kombinieren. Projekte sind somit in der Planung und Durchführung komplex. Deshalb findet Projektunterricht insbesondere in höheren Jahrgängen (ab Klasse 9) in SBL Eingang.
In der Qualifikationsphase steht den Schülerinnen und Schülern SBL als individuelle Lernzeit unter dem Namen „SLQ (Selbstbestimmtes Lernen in der Qualifikationsphase)“ zur Verfügung. In durch Lehrkräften begleiteten, fachgebundenen, innerhalb des Angebots frei wählbaren Unterrichtsstunden können auch Tutorien bearbeitet oder Beratung durch Lehrkräfte in Anspruch genommen werden.

## Pädagogische Arbeit und Angebote

### Integration und Inklusion
Mit der Einschulung der fünften Klassen im Sommer 2006 wurde das Schulkonzept um einen weiteren Punkt, den der zieldifferenten Integration, bereichert. Der Antrag auf integrativen Unterricht an weiterführenden Schulen wurde auf der Gesamtkonferenz des Gymnasiums mit großer Mehrheit angenommen. Seitdem nahmen (bis 2014) vier geistig, eines davon auch körperlich, behinderte Kinder (Down-Syndrom) erfolgreich am Schulalltag teil.
Um den bestmöglichen Lernerfolg für alle Schüler der Integrations- bzw. Inklusionsklassen zu gewährleisten, gibt es sowohl separaten, auf die Kinder zugeschnittenen, als auch gemeinsamen Unterricht im Klassenverband. Die Kinder werden dabei bei Bedarf zusätzlich von Sonderpädagogen betreut.
2007 erhielt das Werner-von-Siemens-Gymnasium für die besondere Leistung im Rahmen der Integration geistig behinderter Schülerinnen und Schüler an allgemeinbildenden Schulen die Auszeichnung Schule des Jahres von der Zeitschrift Unicum.
Eine wissenschaftliche Betreuung und Beratung fand in diesem Zusammenhang durch Jutta Schoeler statt.
Bereits vor 2006 und auch in den weiteren Jahren wurden Schülerinnen und Schüler der verschiedensten Förderschwerpunkte zumeist zielgleich integriert. Mit dem offiziellen Beginn der Inklusion in Niedersachsen erhalten die jeweiligen Schülerinnen und Schüler den Status von inkludierten (und nicht integrierten) Schülern.

### Soziales Lernen
Neben dem Wissenserwerb legt das Gymnasium großen Wert auf den Bereich der sozialen Kompetenzen und Persönlichkeitsbildung. Aus diesem Grunde ist etwa das Lions-Quest-Programm fest an der Schule verankert(Qualitätssiegel von 2018). Außerdem werden Schüler als Mediatoren (Streitschlichter) ausgebildet, die Klassen als „Paten“ zur Seite gestellt werden, diese in den ersten zwei Jahren an der Schule intensiv begleiten und im Konfliktfall auch vermittelnd eingreifen können. Zudem organisieren die Patenschüler soziale Aktionen für Schüler aller Jahrgangsstufen, auch mit Wirkung über die Schule hinaus. Für dieses umfassende soziale Engagement wurde den Patenschülern im Jahr 2015 der Jugendförderpreis des Landkreises Goslar durch den Landrat verliehen.
Geeignete Schüler können etwa als Tutoren, durch Lehrkräfte unterstützt, Kurse für schwächere Schüler in den Fächern Englisch, Deutsch, Mathematik, Latein und Französisch anbieten sowie die Bibliothek betreuen, als Moderatoren im schulischen Intranet tätig werden, bei Schulveranstaltungen in der Organisation oder als Ordner und zudem in der Schülervertretung aktiv werden.
Integriert in den Unterricht oder in Arbeitsgemeinschaften, finden Projekte mit umliegenden Seniorenheimen (z. B. Computerkurse, Chor- oder Theater-Auftritte) statt. In Kooperation mit der Deutschen Knochenmarkspenderdatei (DKMS) und dem Lions-Club Walburga (Bad Harzburg) fand Ende 2009 eine Typisierungsaktion statt. Diese wurde 2021 mit der DKMS wiederholt.

### Kooperationen
Schulische Kooperationspartner sind seit mehr als 40 Jahren das Niedersächsische Internatsgymnasium (NIG) in Bad Harzburg sowie das Gymnasium Braunlage. Die Kooperation umfasst insbesondere gemeinsame Kurse in der gymnasialen Oberstufe, die entweder am NIG oder am Werner-von-Siemens-Gymnasium unterrichtet werden. In jüngeren Klassen arbeiten Schüler aller Kooperationsschulen an gemeinsamen Projekten und Aktionen wie etwa dem Picus-Tag und dem Walderlebnistag. Zudem findet die Kooperation auf personeller Ebene statt, da Abordnungen von Lehrern an die unterschiedlichen Schulen zu einem Austausch und einer verbesserten Unterrichtsversorgung beitragen sollen. Zur Verbesserung des Übergangs von der Grundschule auf das Gymnasium findet ein Austausch mit den umliegenden Grundschulen statt. Die Zusammenarbeit umfasst regelmäßige Treffen der Lehrkräfte in den vierten und fünften Klassen und gegenseitige Besuche an den jeweiligen Schulen.
Ein Kooperationspartner im Bereich Kultur ist das Mönchehaus Museum für moderne Kunst. Im Rahmen dieser Kooperation finden jährlich Gespräche mit dem aktuellen Preisträger des Goslarer Kaiserrings statt.
Zu Beginn des Jahres 2011 wurde ein Kooperationsvertrag mit der gemeinnützigen telc gGmbH, einem Tochterunternehmen des Deutschen Volkshochschulverbandes, geschlossen. Hierdurch wurde das Werner-von-Siemens-Gymnasium Modellschule in diesem Bereich. Es wurde angekündigt, über mehrere Jahre hinweg durch Arbeitsgemeinschaften Vorbereitungen auf externe Sprachprüfungen analog zum Gemeinsamen europäischen Referenzrahmen anzubieten.
Ein weiterer Kooperationspartner ist die Kreismusikschule Goslar. Das WvS stellt den Musikschullehrern Räume für das Unterrichten eines Instruments zur Verfügung. Das Orchester steht unter der Leitung einer Musikschullehrerin. So können im Orchester und an den Konzerten auch Schüler anderer Schulen mitwirken.
Zudem kooperiert die Schule seit 2007 offiziell mit der Firma Siemens in Braunschweig. Zuvor war die Kooperation in einer Partnerschaft erprobt worden. Durch diese Kooperation werden etwa außerschulische Möglichkeiten der Berufsförderung eröffnet.

### Studien- und Berufsvorbereitung
Schülern wird – neben den im Fachunterricht integrierten berufsvorbereitenden Unterrichtseinheiten – ein umfangreiches Angebot an studien- und berufsorientierenden Veranstaltungen angeboten. So gibt es etwa Referentenvorträge zum Thema Berufs- und Studienwahl oder die Ausbildungs- und Studienbörse des Werner-von-Siemens-Gymnasiums. Informationen zu den Themen der Berufs- und Studienwahl sowie Stellenanzeigen werden im schulischen Intranet bereitgestellt.
Zur Berufsorientierung absolvieren alle Schülerinnen und Schüler in Klasse 11 ein dreiwöchiges Betriebspraktikum. Auch nehmen sie an einem ganztägigen Bewerbungs- und Vorstellungstraining teil. Seit der Pilotphase (im Jahr 2015) zu „BOGS“ (Berufsorientierung im Landkreis Goslar) nimmt die Schule teil an den Programmen „BENIMM“ und „BEREIT“. Schüler der 11. Klasse erhalten in der Vorbereitung des Praktikums einen Einblick in Verhaltensregeln in der Arbeitswelt, Schüler der 9. Klasse nehmen teil an einem mehrtägigen Berufseignungstest.
In der Oberstufe finden Besuche im Berufsinformationszentrum (BIZ) statt, es gibt Orientierungsveranstaltungen sowie Präsenztage an der Schule durch die Berufsberater der Arbeitsagentur.
Im Rahmen der Studienorientierung finden Fahrten zu den Hochschulinformationstagen der TU Clausthal und der Universität Göttingen statt. Zudem kehren ehemalige Schüler regelmäßig an die Schule zurück, um über ihre Universitäten oder Studien zu referieren.
Im obligatorischen Seminarfach werden wissenschaftspropädeutisch Arbeitstechniken eingeübt.

### Arbeitsgemeinschaften
Es findet sich ein abwechslungsreiches Angebot an Arbeitsgemeinschaften. Dieses Angebot bestand bereits vor Erlangung des offiziellen Status einer offenen Ganztagsschule und wurde traditionell von ca. 2/3 der jeweiligen Schülerschaft genutzt. Mit dem Statuswechsel wird das Angebot an Arbeitsgemeinschaften weiter ausgebaut. Im Sinne der offenen Ganztagsschule ist die Anwahl weiterhin freiwillig, eine Teilnahme am Nachmittagsprogramm (mit Arbeitsgemeinschaften, Förder- und Betreuungsangeboten) ist somit nicht verpflichtend.
Insbesondere ragt der musikalische und künstlerische Bereich mit zwei Chören, einem Orchester, einer Band, einer Kunst- und einer Theater-AG heraus. So tritt die Theater-AG im Rahmen der Braunschweiger Schultheaterwoche auch mit schulintern geschriebenen Theaterstücken auf.
Im Schuljahr 1996/97 wurde dem WvS als Gewinner eines Kunst- und Musikprojekts vom Schülermagazin Chance der Titel Schule des Jahres verliehen.
Die musikalische Arbeit hat eine lange Tradition. So gab es zum Beispiel bereits 1963 Fernsehaufnahmen mit Sängern und Flötenspielern, die im Weihnachtsprogramm des NDR gesendet wurden.
Die Chöre treten mehrfach jährlich, etwa beim Sommerkonzert und Weihnachtskonzert in der Lutherkirche, auf. Zudem unterstützten sie 2007 Achim Reichel und den NDR bei der Aufnahme alter deutscher Volkslieder in einer neuen rockigen Version. Mehrfach fanden auch Auftritte mit dem Theater für Niedersachsen in Hildesheim oder bei den Kaiserpfalz-Konzerten statt.

## Europaschule
Das Werner-von-Siemens-Gymnasium bietet innerhalb und außerhalb des regulären Unterrichts verschiedene Angebote und Aktivitäten im Bereich der Fremdsprachen, der Integration europäischer Themen sowie der interkulturellen Zusammenarbeit. Mit diesen Angeboten werden die Kriterien erfüllt, um die offizielle Bezeichnung „Europaschule in Niedersachsen“ tragen dürfen. Eine erste Zertifizierung erfolgte 2015, eine Rezertifizierung 2020.

### Fremdsprachen
Der Fremdsprachenunterricht setzt in der 5. Klasse mit Englisch als erster Fremdsprache ein. Mit Beginn der 6. Klasse kommt als zweite Fremdsprache entweder Französisch oder Latein hinzu. Die Anwahl der zweiten Fremdsprache erfolgt im 2. Halbjahr der 5. Klasse, sodass bei der Anmeldung an der Schule (im 2. Halbjahr der 4. Klasse) noch keine Entscheidung über den Unterricht ab Klasse 6 getroffen werden muss. Mit Beginn der Oberstufe ist es möglich, Spanisch als weitere Fremdsprache hinzuzunehmen.
Neu zugewanderte Schüler, die im Laufe der Sekundarstufe I aufgenommen werden, können bei Bedarf weitere Fremdsprachen (als Ersatz für eine Pflichtfremdsprache) durch eine Sprachfeststellungsprüfung nachweisen.
Im Bereich der Arbeitsgemeinschaften und Austauschfahrten besteht (bei ausreichenden Teilnehmerzahlen) zudem die Möglichkeit, Grundlagen weiterer Sprachen (Italienisch, Russisch und Spanisch) zu erlernen.
Innerhalb des AG-Angebots besteht zudem die Möglichkeit, externe Sprachprüfungen abzulegen, insbesondere in Englisch (Telc) und Französisch (DELF).

### Fahrten
Das Schulleben ist geprägt durch ein umfangreiches, pädagogisches Fahrtenprogramm. Dieses umfasst im Klassen- bzw. Kursverband eintägige Exkursionen zu außerschulischen Lernorten sowie Klassenfahrten und Studienfahrten (letztere zumeist ins europäische Ausland). Außerdem finden im Rahmen des Französisch- bzw. Lateinunterrichts Fahrten nach Rom und Paris sowie nach Spanien statt. In Arbeitsgemeinschaften werden die Chorfahrt und die Ski-Alpin-Fahrt (letztere nach Österreich) durchgeführt. Überdies gibt es mehrere Partnerschulen im Ausland, die regelmäßig besucht werden.

### Austauschfahrten

#### USA-Austausch
Seit 1996 fand alle zwei Jahre im Rahmen von GAPP (German American Partnership Program) ein Austausch des Werner-von-Siemens-Gymnasiums Bad Harzburg mit einer amerikanischen Partnerschule statt. Zunächst war dies die Severna Park High School in Maryland. Die Partnerschaft ruhte zwischen 2011 und 2013, wurde jedoch 2014 wiederbelebt. Seit 2011 bestand zudem eine weitere Partnerschaft im Rahmen von GAPP mit der Upper Moreland High School in Willow Grove, Pennsylvania. Somit bestanden Partnerschaften mit zwei Schulen in den USA. Die Fahrten zu den Partnerschulen fanden im jährlichen Wechsel statt.
Während des dreiwöchigen Aufenthalts in den USA, der zumeist im März/April organisiert wurde, standen neben dem amerikanischen Schulalltag und Familienleben noch einige andere Aktivitäten auf dem Programm. Dazu zählten ein mehrtägiger Aufenthalt in New York City, Besuche in Washington, D.C. und Philadelphia sowie eine Fahrt nach Lancaster County (Pennsylvania) zu den Amischen. Der Gegenbesuch der Amerikaner fand vor den Sommerferien statt.
Weiterhin besteht innerhalb des GAP-Programms die Möglichkeit eines individuellen Austausches einzelner Schülerinnen und Schüler. Diese können für bis zu einem Schuljahr die Partnerschule besuchen. Diese Möglichkeit wurde durch alle beteiligten Schulen in den vergangenen Jahren mehrfach genutzt.
Ein letzter Austausch fand im Jahr 2017 statt. Aufgrund der personellen Situation an den amerikanischen High Schools gibt es derzeit keine Austausch-Aktivitäten. Um dennoch Fahrten ins englischsprachige Ausland durchzuführen, gibt es seit 2019 jährlich eine Englandfahrt (mit Unterbrechung während der Corona-Zeit).

#### Polenaustausch
Das Werner-von-Siemens-Gymnasium bietet seit 1993 jährlich einen Austausch mit polnischen Partnerschulen an. Zunächst führte dieser Austausch nach Sklarska Poneba (ehemaliges Schreiberhau), seit 1998 nach Bydgoszcz (ehemaliges Bromberg) und seit 2014 nach Posen.
Im Gegensatz zu anderen Austauschvarianten liegt der Schwerpunkt nicht auf der Sprachverbesserung in einer bereits seit einigen Jahren gelernten Fremdsprache, sondern auf der Völkerverständigung zwischen Polen und Deutschen. Da die meisten deutschen Austauschschüler keine Polnischkenntnisse aufweisen, sind die Sprachbarrieren anfangs groß, jedoch werden diese aufgrund von Unternehmungen schnell überwunden.

#### Comenius und Erasmus+
2011–2013 fand ein bilaterales Comenius-Projekt mit einer Partnerschule in Italien (dem Liceo Liceo Scientifico Galileo Galilei in Civitavecchia) statt. Das Projekt trug den Titel „One Hundred Years of Being a Woman“. Neben der Arbeit am Thema des Projekts selbst (bei der Englisch als Arbeitssprache fungierte) wurde im Rahmen des Projekts an den beteiligten Schulen auch Unterricht in der Sprache des Partnerlandes erteilt.
2013–2015 fand ein multilaterales Comenius-Projekt mit dem Titel „EU-Gusto“ statt. Die beteiligten Partnerschulen sind das College Louis Jouvet in Saint-Agrève, Frankreich, das Istituto Compreso Tommaso Aversa in Mistretta, Italien sowie die Gazi Ahmet Ortaokulu in Niksar, Tokat, Türkei. Als Arbeitssprache wurde bei diesem Projekt das Französische gewählt.
2018–2020 lautete der Titel des Erasmus+-Projekts „A European Heritage of the Past, Present and Future“. Die Partnerschulen liegen in Polen (Braciejowce, nahe Olkusz) sowie Frankreich (Chalais und Le Havre).
Das Erasmus+-Projekt 2020–2023 hat den Titel „Healthier Youth in a Healthier EU“. Das „WvS“ arbeitete hierbei gemeinsam mit Schulen aus Frankreich (Lille), den Niederlanden (Amsterdam), Spanien (Barcelona) und der Türkei (Istanbul). Aufgrund der Corona-Pandemie, die fast zeitgleich mit dem Projekt begann, wurde die Projektlaufzeit von zwei auf drei Jahre verlängert.
Für die Jahre 2023 – 2027 ist die Schule akkreditiert für Erasmus+. Im Rahmen der Akkreditation werden Austauschbegegnungen für einzelne Lernende und Schülergruppen sowie Fortbildungen für Lehrkräfte (auch Job-Shadowing) durchgeführt. Partnerländer ab dem Jahr 2023 sind Finnland, Frankreich, Griechenland, Italien, Polen, Portugal, Slowakei, Slowenien, Spanien. Mehrmals im Jahr finden Austauschbegegnungen mit Schulen im europäischen Ausland statt (z. B. mehrfach in Lille, Sant Cugat, Vic, Écommoy, Lgoczanka). Darüber hinaus ist das WvS für das Schuljahr 2023/2024 Partnerschule im Erasmus-Programm des Ludwig-Windthorst-Hauses (LWH).
Im Rahmen von Comenius- sowie Erasmus-Programmen sowie des Pädagogischen Austauschdiensts fanden außerdem mehrfach Besuche von Lehrkräften statt. So bildeten sich Lehrkräfte des Werner-von-Siemens-Gymnasiums an verschiedenen europäischen Schulen fort und so war die Schule Gastgeber für Lehrkräfte aus verschiedenen europäischen und außereuropäischen Ländern.

#### Italienaustausch
Das Liceo Bodoni in Saluzzo, Piemont war die Partnerschule in Italien. Insbesondere Schülerinnen und Schüler der 9. Klassen nahmen an dieser jährlich stattfindenden Fahrt teil. Ziele waren etwa die Erweiterung der landeskundlichen Kenntnisse, also das Kennenlernen des modernen Italiens, aber Inhalt war ebenso eine Projektarbeit „Auf den Spuren der Römer“. Auch wenn in der Vorbereitung des Austauschs Grundkenntnisse des Italienischen vermittelt wurden, so war die Arbeitssprache dennoch auf beiden Seiten Englisch.

#### Englandaustausch
Seit dem Jahr 1996 erfolgte jedes Jahr der Austausch mit den Partnerschulen in Hitchin (England). Der bisher letzte Austausch fand 2009 statt. Zwar bestehen weiterhin Kontakte, jedoch finden zurzeit keine Austauschfahrten statt.

## Öffentlichkeitsarbeit

### Elternverein
Der Verein der Eltern und Freunde des Werner-von-Siemens-Gymnasiums Bad Harzburg dient der Kontaktpflege zwischen den Eltern, ehemaligen Schülern, den Freunden der Schule und der Schulleitung mit dem Lehrerkollegium. Er unterstützt nicht nur finanziell Aktivitäten an der Schule, sondern tritt auch durch Öffentlichkeitsarbeit in Erscheinung, zum Beispiel durch Gesprächsrunden an der Schule mit verschiedenen Kultusministern, wie etwa Renate Jürgens-Pieper (2000), Bernd Busemann (2006), Elisabeth Heister-Neumann im Jahr 2008 sowie Bernd Althusmann (2010).

### Schülerzeitung
1964 wurde die Schülerzeitung Profil gegründet. Sie gilt damit als älteste kontinuierlich erscheinende Schülerzeitung Niedersachsens. Der Verband der Niedersächsischen Jungredakteure e. V. bezeichnet die Profil als die älteste Schülerzeitung Deutschlands. Sie erscheint vier Mal im Jahr kurz vor den Ferien und wird in einer Arbeitsgemeinschaft erstellt. Ehemalige Mitarbeiter waren etwa Michael Sauga, war 2016 – 2019 Berlin-Korrespondent des Nachrichtenmagazins Der Spiegel; seit März 2021 in Brüssel tätig, und Jörg Albrecht, Redakteur bei der Frankfurter Allgemeinen Zeitung.

## Bekannte ehemalige Schüler
- Ralf Abrahms (* 1958), Politiker und amtierender Bürgermeister von Bad Harzburg
- Jörg Albrecht (* 1954), Wissenschaftsjournalist
- Dieter Bahlo (1938–2015), Architekt
- Wilhelm Bartels (1914–2007), Unternehmer
- Kurt-Theo C. Flurstab (1952), Komponist, Kirchenmusiker und Konzertpädagoge
- André Giogoli (* 1962), Fotograf und Autor
- Axel Gottschick  (* 1953), Schauspieler und Hörspielsprecher
- Wolf-Dieter Haardt (* 1945), evangelischer Pastor
- Hans-Walter Heldt (1934–2019), Pflanzenphysiologe und Biochemiker
- Riem Hussein (* 1980), Fußballschiedsrichterin und Apothekerin
- Martin Ibler (* 1955), Rechtswissenschaftler
- Karl Krause, (* 1960), Manager
- Christian Juranek (* 1964), Kunstwissenschaftler
- Friedrich Klages (1904–1989), Chemiker
- Ehrhart Körting (* 1942), Politiker
- Rainer Korff (* 1955), Generalleutnant des Heeres der Bundeswehr
- Helmut Krausnick (1905–1990), Historiker
- Reinhart Maurer (* 1935), deutscher Philosoph
- Hans-Udo Muzel, Diplomat
- Alfred Nordmann (* 1956), deutscher Philosoph
- Thomas Söding (* 1956), deutscher Theologe[31]
- Michael Sauga (* 1959), Redakteur und stellvertretender Leiter des Hauptstadtbüros des Spiegels
- Thorsten Schatz (* 1968), Journalist und Autor
- Frithjof Schmidt (* 1953), deutscher Politiker und Sozialwissenschaftler
- Özlem Türeci (* 1967), Ärztin, Hochschullehrerin und Unternehmerin[32][33]
- Tim Zechel (* 1996), Handballspieler

## Bekannte ehemalige Lehrer
- Friedrich Koldewey (1866–1940), Pädagoge, Sohn von Friedrich Koldewey (Pädagoge, 1839) (1839–1909)
- Lena Stumpf (1924–2012), Leichtathletin

## Auszeichnungen und Erfolge (Auswahl)
- 1997 Schule des Jahres (im Bereich Kunst / Musik)
- 2007 Schule des Jahres der Zeitschrift Unicum (im Bereich Integration / Inklusion)
- 2010 Philosophie im Clip (Festival der Philosophie Hannover) – 2. Platz (1. Platz wurde nicht vergeben)
- 2012 Teilnahme Jugend trainiert für Olympia – Landesfinale Niedersachsen Tischtennis
- 2012 Teilnahme Jugend trainiert für Olympia – Landesfinale Niedersachsen Schach
- 2012 Teilnahme Jugend trainiert für Olympia – Bundesfinale Skilanglauf
- 2014 Deutscher Klimapreis 2014 der Allianz Umweltstiftung (Anerkennungspreis)[34]
- 2014 Teilnahme Jugend trainiert für Olympia – Bundesfinale Skilanglauf
- 2015 Teilnahme Jugend trainiert für Olympia – Bundesfinale Skilanglauf[35]
- 2015 Deutscher Klimapreis 2015 der Allianz Umweltstiftung (Anerkennungspreis)[36]
- 2015 Schule ohne Rassismus – Schule mit Courage[37]
- 2015 Schulschach-Meisterschaften Bundesfinale – Ausrichtung und Teilnahme[38]
- 2015 Europaschule in Niedersachsen[39]
- 2015 Jugendförderpreis des Landkreises Goslar[40]
- 2017 Teilnahme Jugend trainiert für Olympia – Bundesfinale Skilanglauf
- 2017 ICDL School Award
- 2018 BundesUmweltWettbewerb Förderpreis[41]
- 2018 Digitale Schule[42]
- 2018 Auszeichnung mit dem Lions-Quest-Qualitätssiegel
- 2019 Schülerfriedenspreis, verliehen am 18. Februar 2020[43]
- 2020 Europaschule in Niedersachsen (Rezertifizierung)[44]
- 2022 Umweltschule in Europa[45]
- 2022 Klimaneutrale Schule
- 2023 Klimaneutrale Schule (Re-Zertifizierung)[46]